# Wales (Wisconsin)
Wales es una villa ubicada en el condado de Waukesha en el estado estadounidense de Wisconsin. En el Censo de 2010 tenía una población de 2.549 habitantes y una densidad poblacional de 299,32 personas por km².

## Geografía
Wales se encuentra ubicada en las coordenadas 43°0′21″N 88°22′13″O / 43.00583, -88.37028. Según la Oficina del Censo de los Estados Unidos, Wales tiene una superficie total de 8.52 km², de la cual 8.5 km² corresponden a tierra firme y (0.18%) 0.02 km² es agua.

## Demografía
Según el censo de 2010, había 2.549 personas residiendo en Wales. La densidad de población era de 299,32 hab./km². De los 2.549 habitantes, Wales estaba compuesto por el 97.92% blancos, el 0.35% eran afroamericanos, el 0.24% eran amerindios, el 0.55% eran asiáticos, el 0.12% eran isleños del Pacífico, el 0.16% eran de otras razas y el 0.67% pertenecían a dos o más razas. Del total de la población el 1.8% eran hispanos o latinos de cualquier raza.